# Bezliúdivka
Bezliúdivka o Bezliúdovka (en ucraïnès Безлюдівка, en rus Безлюдовка) és una vila de la província de Khàrkiv, Ucraïna. El 2021 tenia 9.296 habitants.